# Mario Abbate

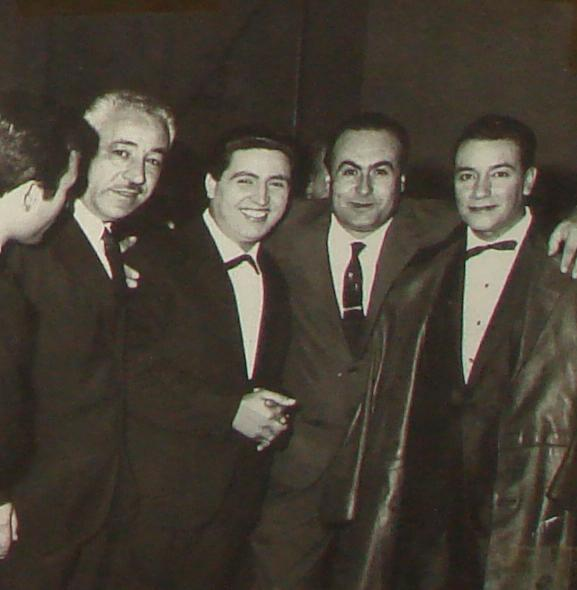
Mario Abbate und Mario Trevi (1963)

Mario Abbate (* 10. August 1927 in Neapel; † 6. August 1981) war ein italienischer Sänger und Schauspieler.
Mario Abbate trat bereits im Alter von 12 Jahren öffentlich auf. Nach dem Zweiten Weltkrieg widmete er sich den Gesangsstudien und gewann 1951 einen Wettbewerb bei RAI. Er trat anschließend als Sänger in das Orchester von Cinico Angelini ein. Seine Karriere hatte ihren Höhepunkt Ende der 1950er Jahre erreicht. Er wirkte 1962 und 1963 auf dem Sanremo-Festival mit. Bekannt wurde er durch viele neapolitanische Lieder, zum Beispiel Mare verde. Außerdem spielte er sich selbst in drei Filmen – E Napoli cana (1953) von Armando Grottini Accadde al commissariato (1954) von Giorgio Simonelli und Operazione San Gennar (1966) von Dino Risi zusammen mit Mario Adorf und dem neapolitanischen Kultkomiker Totò.
Abbates Diskografie umfasst hunderte von Schallplatten. Er wurde 53 Jahre alt.